# Mi köze ennek a szerelemhez?
A Mi köze ennek a szerelemhez? (eredeti cím: What's Love Got to Do with It?) 2023-ban bemutatott brit romantikus filmvígjáték, amelyet Shekhar Kapur rendezett. A főbb szerepekben Lily James, Shazad Latif, Shabana Azmi, Emma Thompson és Sajal Ali látható.
Egyesült Királyságban 2023. február 24-én, míg Magyarországon 2023. január 26-án mutatták be a mozikban.

## Cselekmény
Kaz ragaszkodik ahhoz, hogy a szülei boldogságának megőrzése érdekében szervezett házasságot kössön, és Zoe kérdésére kitart amellett, hogy az ilyen típusú házasságok működnek. Végül egy muszlim "házasságközvetítő", Mo, Skype-hívást kezdeményez Kaz és Maymouna, egy pakisztáni lány között. Kaznak megtetszik a lány, de a lány tétovázik.
Végül Kaz és Maymouna családja is beleegyezik, hogy összeházasítsák a gyerekeiket, és Kaz felkészül, hogy Lahorba menjen. Zoe, aki az egész folyamatot dokumentálja az elejétől a végéig, követi őket Pakisztánba, és útközben egyre többet tud meg a pakisztáni kultúráról és hagyományokról. Zoe-t folyamatosan nyaggatja az édesanyja, amiért nem talál magának megfelelő pasit, ezért az utazáson keresztül reméli, hogy többet megtudhat arról, vajon működhet-e a szülei által kiválasztott valaki.
Pakisztánban Kaz az esküvőjére készül, és Zoe folyamatosan interjúkat készít neki a lány és a házasság iránti érzelmeinek bonyolult részleteiről. Kaz elhatározza, hogy ha pozitívan áll hozzá, akkor az esküvő sikerülni fog. Azonban belülről úgy tűnik, hogy neki is vannak kétségei. Zoe megemlíti az első csókjukat a házuk mögötti faházban, ő pedig ehelyett azzal szidja, hogy nem talál valakit, mert túlságosan a tökéletes ember megtalálására koncentrál, és senkit sem enged közel magához.
A henna estén Kaz megfigyeli Maymounát, amint marihuánát szív és az egész parketten táncol, és rájön, hogy nem az a lány, akire számított. Csalódottan hagyja ott az eseményt Zoéval, és egy qawwali-előadásba botlik bele a régi Lahore belső utcáin.
Ahogy Kaz elmagyarázza Zoénak, hogy miről énekel a qawwal, rájön, hogy a szerelemről alkotott elképzelései is egybeesnek Zoéval, és hogy ő úgy döntött, nem vesz tudomást róla. Visszatérve Kaz és Zoe is megpróbálja elmagyarázni egymásnak az érzéseit.
Kaz másnap férjhez megy Maymounához, és Zoe tanúja lesz egy érzelmes rukhsati-nak. Londonba visszatérve végre elkészül a filmjével, és a Khan családot meghívják a nyers vágás premierjére. Ugyanezen az estén Zoe barátja szakít vele, mert úgy gondolja, hogy Zoe szerelmes Kazba, és a férfi csak egy B-terv a számára.
Zoe dühös lesz az anyjára, amiért egyáltalán összehozta őt a sráccal, és azzal vádolja, hogy elítéli Zoét a döntései miatt. A filmje végül bosszantja a Khan családot, mert megsérti a magánéletüket, és a felügyelői elutasítják, mert "fehér lencsén" keresztül vették fel. Maymouna azonban imádja a filmet, és azt mondja Zoénak, hogy gyönyörű.
A következő hetekben Maymouna és Kaz házassága kezd elhalványulni, mivel egyikük sem táplál érzelmeket a másik iránt. Kaz eltökélt szándéka, hogy működjön a dolog, de Maymouna szerint az egyetlen módja annak, hogy működjön, ha úgy tesznek, mintha működne a dolog. Maymouna végül bevallja Kaznak, hogy valaki másba szerelmes, amitől a férfi elképed.
A böjt megtörésének ünnepe közeledtével Zoe úgy dönt, hogy Törökországba utazik, hogy kipihenje az utóbbi időben elszenvedett érzelmi stresszt. Az édesanyja ragaszkodik hozzá, hogy csodálja Zoét a függetlenségéért, és soha nem ítélte el a saját döntései miatt. A Khanok meghívják őket a böjt megtörésének ünnepére, és Kaz mindenkinek elárulja, hogy elvált. Zoe megdöbbenve távozik, Kaz pedig követi. A férfi a faházban talál rá, és csókolóznak, bevallják egymásnak az érzéseiket, de megígérik, hogy lassan haladnak.

## Szereplők
| Szerep         | Színész         | Magyar hang         |
| -------------- | --------------- | ------------------- |
| Zoe Stevenson  | Lily James      | Mórocz Adrienn      |
| Kaz Khan       | Shazad Latif    | Mészáros Béla       |
| Aisha Khan     | Shabana Azmi    | Kocsis Judit        |
| Cath Stevenson | Emma Thompson   | Kovács Nóra         |
| Maymouna       | Sajal Ali       | Bíró Panna Dominika |
| James          | Oliver Chris    | Fehérvári Péter     |
| Mo             | Asim Chaudhry   | Rába Roland         |
| Zahid Khan     | Jeff Mirza      | Schnell Ádám        |
| Helena         | Alice Orr-Ewing | Grisnik Petra       |
| Yasmin Khan    | Iman Boujelouah | Mikecz Estilla      |

### Magyar változat
- Felolvasó: Galambos Péter
- Magyar szöveg: Faludi Katalin
- Hangmérnök: Farkas László
- Vágó: Kajdácsi Brigitta
- Gyártásvezető: Cabello-Colini Borbála
- Szinkronrendező: Nikas Dániel
- Produkciós vezető: Várkonyi Krisztina

A szinkront a Mafilm Audio Kft. készítette el

## A film készítése
2020 novemberében jelentették be, hogy Lily James, Emma Thompson és Shazad Latif is csatlakozott a film szereplőgárdájához, Shekhar Kapur rendezi a filmet Jemima Khan forgatókönyve alapján, aki egyben producerként is részt vesz a filmben, Tim Bevan és Eric Fellner mellett, akik a Working Title Films nevű cégük alatt fognak producerkedni, a StudioCanal pedig a forgalmazást végzi. 2021 januárjában Shabana Azmi, Sajal Ali és Asim Chaudhry csatlakozott a film szereplőgárdájához. A forgatás 2020 decemberében kezdődött.